# Código de barras

Código de barras EAN13.

El código de barras es un código basado en la representación de un conjunto de líneas paralelas de distinto grosor, color y espaciado que en su conjunto contienen una determinada información, es decir, las barras y espacios del código representan pequeñas cadenas de caracteres. De este modo, el código de barras permite reconocer rápidamente un artículo de forma única, global y no ambigua en un punto de la cadena logística y así poder realizar inventario o consultar sus características asociadas.
La correspondencia o mapeo entre la información y el código que la representa se denomina "simbología". Estas simbologías pueden ser clasificadas en grupos atendiendo a dos criterios diferentes:
- Continua o discreta: una simbología continua es aquella en la que los caracteres individuales no se pueden interpretar por sí mismos. Esto es debido al hecho de que los caracteres comienzan con una barra y finalizan con un espacio que "termina" en la barra inicial del siguiente carácter. Un carácter no puede ser interpretado individualmente, ya que no hay manera de conocer el ancho del último espacio sin saber dónde empieza el siguiente carácter. Las simbologías continuas normalmente implementan algún tipo de barra de terminación especial o una secuencia de terminación, tal que el último espacio del último carácter de datos acaba mediante la barra de terminación. Por el contrario, una simbología discreta es aquella en la que todos y cada uno de los caracteres codificados en el símbolo pueden ser interpretados individualmente sin tener en cuenta al resto del código de barras. Estas simbologías tienen caracteres que comienzan y terminan con una barra, y están separados por cierta cantidad de espacio en blanco. El espaciado entre caracteres no lleva ninguna información, su único cometido es el de separar los mismos.
- Bidimensional o multidimensional: en las simbologías bidimensionales las barras pueden ser anchas o estrechas. Sin embargo, las barras en las simbologías multidimensionales son múltiplos de una anchura determinada (X). De esta forma, se emplean barras con anchura X, 2X, 3X y 4X.

## Historia
La primera patente de código de barras fue otorgada el 7 de octubre de 1952 (US Patent #2,612,994) por los inventores Joseph Woodland, Jordin Johanson y Bernard Silver en Estados Unidos. La implementación fue posible gracias al trabajo de los ingenieros Raymond Alexander y Frank Stietz. El resultado de su trabajo fue un método para identificar los vagones del ferrocarril utilizando un sistema automático. Sin embargo, no fue hasta 1966 cuando el código de barras comenzó a utilizarse comercialmente y recién tuvo éxito comercial en 1980.

## Nomenclatura básica
- Módulo: es la unidad mínima o básica de un código. Las barras y espacios están formados por un conjunto de módulos.
- Barra: el elemento oscuro dentro del código. Se hace corresponder con el valor binario 1.
- Espacio: el elemento claro dentro del código. Se hace corresponder con el valor binario 0.
- Carácter: formado por barras y espacios. Normalmente se corresponde con un carácter alfanumérico.

Funciones técnicas de los caracteres contenidos en un código de barras:
1) Quiet Zone (izquierda y derecha).
2) Carácter inicio (derecha).
3) Caracteres de datos.
4) Checksum (dígito verificador).
5) Carácter terminación (izquierda).

Ejemplo de datos contenidos en un código de barras GTIN 13:
- P: prefijo GS1 (por ejemplo, el número 84 corresponde a España).[1]
- Código de empresa: código asignado a las empresas registradas (5 a 8 dígitos, completados con ceros a la izquierda).
- Código de producto: dígitos en blanco para el propietario de la marca.
- C: dígito de control.

## Situación en el producto
Los códigos de barras se imprimen en los envases, embalajes o etiquetas de los productos. Entre sus requisitos básicos se encuentran la visibilidad y fácil legibilidad por lo que es imprescindible un adecuado contraste de colores. En este sentido, el negro sobre fondo blanco es el más habitual encontrando también azul sobre blanco o negro sobre marrón en las cajas de cartón ondulado. El código de barras lo imprimen los fabricantes (o, más habitualmente, los fabricantes de envases y etiquetas por encargo de los primeros) y, en algunas ocasiones, los distribuidores.
Para no entorpecer la imagen del producto y sus mensajes promocionales, se recomienda imprimir el código de barras en lugares discretos tales como los laterales o la parte trasera del envase. Sin embargo, en casos de productos pequeños que se distribuye individualmente no se puede evitar que ocupe buena parte de su superficie: rotuladores, barras de pegamento, entre otros.

## Tipos de código de barras unidimensional

Simulación de un código EAN-128.

Los códigos de barras unidimensionales (o 1D) usan diferentes anchos y espacios de líneas paralelas para expresar datos de manera consistente. Con el fin de acelerar los flujos de trabajo para el inventario, los códigos de barras 1D se utilizan con frecuencia en las operaciones empresariales.Estos incluyen algunos de los tipos de códigos de barras más antiguos y conocidos, como los códigos UPC y EAN. Los códigos de barras lineales son otro nombre para los códigos de barras 1D que se usan con frecuencia.

### Códigos de barras lineales
Algunos de los códigos de barra lineales o unidimensionales más habituales son:
- EAN
- Code 128
- Code 39
- Code 93
- Codebar
- UPC
- EAN-13 and EAN-8

### Códigos de barras matriciales

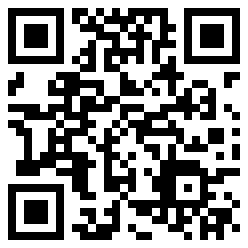
Código QR

Los códigos matriciales o bidimensionales, en los que se lee tanto en horizontal como en vertical, nacieron como una evolución lógica de los unidimensionales para aumentar la capacidad de representar contenido.
Algunos de los código de barra bidimensionales más habituales son:
- PDF417
- Datamatrix
- TLC39
- QR
- BIDI
- Aztec
- MaxiCode
- Han Xin Code
- JAB code

## EAN-13 y EAN-8
Los números de artículo europeos pueden parecer bastante familiares para las personas que viven fuera de los Estados Unidos. Se utilizan principalmente en Europa para productos de consumo que se escanean en un POS.
El factor de forma estándar es EAN-13, que tiene trece dígitos, mientras que EAN-8 se usa en productos con una pequeña cantidad de espacio disponible. Ambos modelos son convenientes para escanear bienes de alquiler y no ocupan mucho espacio.

## Ventajas del código de barras
Entre todas las primeras justificaciones de la implantación del código de barras se encontraron la necesidad de agilizar la lectura de los artículos en las cajas y la de evitar errores de digitación. Otras ventajas que se pueden destacar de este sistema son:
- Agilidad en etiquetar precios, pues no es necesario hacerlo sobre el artículo, sino simplemente en el lineal.
- Rápido control del stock de mercancías.
- Estadísticas comerciales. El código de barras permite conocer las referencias vendidas en cada momento pudiendo extraer conclusiones de mercadotecnia.
- El consumidor obtiene una relación de artículos en el tique de compra lo que permite su comprobación y eventual reclamación.
- Se imprime a bajos costos.
- Posee porcentajes muy bajos de error.
- Permite capturar rápidamente los datos.
- Los equipos de lectura e impresión de código de barras son flexibles y fáciles de conectar e instalar.
- Permite automatizar el registro y seguimiento de los productos.

La información se procesa y almacena con base en un sistema digital binario donde todo se resume a sucesiones de unos y ceros. La memoria y central de decisiones lógicas es un computador electrónico del tipo universal, disponible ya en muchas empresas comerciales y generalmente compatible con las distintas marcas y modelos de preferencia en cada país. Estos equipos permiten también interconectar entre sí distintas sucursales o distribuidores centralizando toda la información.
Ahora el distribuidor puede conocer mejor los parámetros dinámicos de sus circuitos comerciales, permitiéndole mejorar el rendimiento y las tomas de decisiones, ya que conocerá con exactitud y al instante toda la información proveniente de las bocas de venta estén o no en su casa central. Conoce los tiempos de permanencia de depósito de cada producto y los días y horas en que los consumidores realizan sus rutinas de compras, pudiendo entonces decidir en qué momento debe presentar ofertas, de qué productos y a qué precios.
Entre las pocas desventajas que se le atribuyen se encuentra la imposibilidad de recordar el precio del producto una vez apartado del lineal. También hay que aclarar que el código QR no es un código de barras propiamente, sus métodos de lectura se diferencian y claramente los QR no son barras. Se incluyen aquí por ser utilizados para el mismo fin que los códigos de barras.

## Combinaciones de colores
Para facilitar la lectura del código de barras, se aplica un contraste alto entre los componentes oscuros y claros del código.

## Usos no técnicos
- En la localidad china de Lingang New City, los arquitectos alemanes Gerkan, Marg und Partner diseñaron una singular edificación, caracterizada por un gigantesco código de barras en su fachada.[4]

## Ejemplo de aplicaciones
- Control de inventario
- Punto de venta
- Control de calidad
- Control de embarques y recibos
- Control de documentos y rastreos de los mismos
- Rastreos precisos en actividades
- Rastreos precisos de bienes transportados
- Facturación
- Servicio de bibliotecas